# Panalpina
Panalpina foi uma empresa que atua no setor de logística, considerado um dos principais provedores soluções de cadeia de suprimentos do mundo. Fundada em 1935, tem sua sede em Basel, Suíça.
O grupo abrange 500 filiais em mais de 90 países, empregando cerca de 15.500 funcionários.